# Jamal Crawford
Pour les articles homonymes, voir Jamal et Crawford.
Aaron Jamal Crawford, né le 20 mars 1980 à Seattle dans l'État de Washington, est un joueur américain de basket-ball. Il mesure 1,96 m et pèse 84 kg. Il joue au poste d'arrière et peut dépanner sur le poste de meneur.
Dans les différentes équipes dans lesquelles il a évolué, il a essentiellement joué le rôle de sixième homme. Il remporte le trophée de meilleur sixième homme de l'année (NBA Sixth Man of the Year Award) en 2010, 2014 et 2016, en devenant le premier joueur ayant remporté 3 fois ce prix (il partage ce record avec Lou Williams).

## Carrière professionnelle

### Bulls de Chicago (2000-2004)
Jamal Crawford est sélectionné par les Cavaliers de Cleveland lors de la draft 2000 de la NBA, puis est transféré aux Bulls de Chicago contre Chris Mihm.

### Knicks de New York (2004-2008)
Après quatre saisons à Chicago, il est transféré (avec Jerome Williams) aux Knicks de New York avant la saison 2004-2005. Il évolue, dès son arrivée au club, dans le cinq de départ aux côtés de Stephon Marbury.

### Warriors de Golden State (2008-2009)
Le 21 novembre 2008, Jamal Crawford est transféré aux Warriors en échange d'Al Harrington. Les Knicks le transfère pour avoir assez d'espace salarial pour accueillir LeBron James au terme de son contrat avec les Cavaliers de Cleveland. Le 20 décembre, il marque 50 points contre les Bobcats de Charlotte.

### Hawks d'Atlanta (2009-2011)
En juin 2009 il est transféré à Atlanta en échange de Speedy Claxton et Acie Law.

### Trail Blazers de Portland (2011-2012)
En décembre 2011, il est agent libre et rejoint les Trail Blazers de Portland pour un contrat de deux ans à 10 millions d'euros.
il a pour spécialité d'effectuer un dribble ultra spectaculaire nommé le "shake and bake" .

### Clippers de Los Angeles (2012-2017)
Depuis 2012 il joue pour les Clippers de Los Angeles, malgré de très bons joueurs dans l'effectif (Chris Paul, Paul Pierce, Blake Griffin, DeAndre Jordan), ils ne sont jamais allés au-delà des quarts de finale des playoffs NBA.
En juillet 2014, il participe à une ligue d'été, à la Seattle Pro-Am.
En juillet 2016, il prolonge chez les Clippers pour 42 millions de dollars sur trois ans.

### Timberwolves du Minnesota (2017-2018)

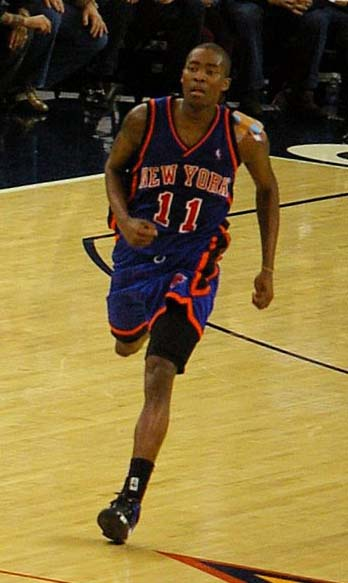
Crawford en juin 2008

Le 6 juillet 2017, il est transféré chez les Hawks d'Atlanta dans l'échange à trois équipes envoyant Danilo Gallinari des Nuggets de Denver aux Clippers de Los Angeles. Quelques jours plus tard, il est libéré par les Hawks.
Le 9 juillet 2017, il signe chez les Timberwolves du Minnesota pour 8,9 millions de dollars sur deux ans.
Le 18 octobre 2017, pour ses débuts avec les Timberwolves lors du match d'ouverture de la saison, Crawford marque 10 points dans la défaite des siens 107 à 99 chez les Spurs de San Antonio. Deux jours plus tard, il marque l'ensemble de ses 17 points dans le dernier quart-temps dont un panier à trois points à 27,5 secondes de la fin du match pour aider les Timberwolves à battre le Jazz de l'Utah 100 à 97 pour leur premier match à domicile. Le 27 octobre 2017, lors du déplacement chez les Pistons de Détroit, il passe le cap des 10000 points en tant que remplaçant sur 18145 au total au terme de la rencontre.

### Suns de Phoenix (2018-2019)
Le 15 octobre 2018, un jour avant le début de la saison régulière, il signe avec les Suns de Phoenix pour une saison. Le 17 décembre 2018, il bat son record de passes décisives en carrière avec 14 passes lors de la victoire 128 à 110 contre les Knicks de New York. Le 6 janvier 2019, il marque 16 points lors de la défait 119 à 113 chez les Hornets de Charlotte, rejoignant Dell Curry comme le seul joueur NBA, depuis que les titularisations sont comptabilisées, à marquer 11 000 points en carrière en tant que remplaçant.
Le 9 avril 2019, lors du dernier match de la saison où son équipe s'incline 120 à 109 chez les Mavericks de Dallas, Crawford marque 51 points, à un point de son record en carrière. Il s'agit de son quatrième match à 50 points ou plus et son premier depuis décembre 2008 ; il s'agit également de son premier match en trois ans qu'il termine avec au moins 30 points. A 39 ans et 20 jours, Crawford bat deux records NBA : celui du joueur le plus âgé à marquer 50 points ou plus dans un match dépassant Michael Jordan qui l'a réalisé à l'âge de 38 ans et 315 jours le 29 décembre 2001 et celui du plus grand nombre de points marqués par un remplaçant, dépassant Nick Anderson qui avait marqué 50 points le 23 avril 1993. Il devient également le premier joueur dans l'histoire de la NBA à marquer 50 points ou plus avec quatre équipes différentes.

### Nets de Brooklyn (juillet 2020)
Le 9 juillet 2020, il signe aux Nets de Brooklyn pour la fin de saison.
En mars 2022, Crawford annonce officiellement sa retraite.

## Style de jeu
Sa spécialité est le tir à trois points et son dribble qui en fait un adepte du crossover.

## Palmarès

### Distinctions personnelles
- NBA Sixth Man of the Year Award, qui récompense le meilleur sixième homme de l'année[16] en 2010, 2014 et 2016[1].
- Joueur ayant le meilleur pourcentage de réussite aux lancers-francs lors de la saison 2012 avec 92,72 % de réussite (191/206)[17].

## Statistiques en carrière
Légende :
| Leader de la ligue |

gras = ses meilleures performances

### En NCAA
| Saison    | Équipe   | Matchs | Titul. | Min./m | % Tir | % 3pts | % LF | Rbds/m. | Pass/m. | Int/m. | Ctr/m. | Pts/m. |
| --------- | -------- | ------ | ------ | ------ | ----- | ------ | ---- | ------- | ------- | ------ | ------ | ------ |
| 1999-2000 | Michigan | 17     |        | 33,9   | 41,2  | 32,7   | 78,4 | 2,8     | 4,5     | 1,1    | 0,9    | 16,6   |

### Saison régulière
Les statistiques de Jamal Crawford en saison régulière sont les suivantes :
| Sixième homme de l'année |

| Saison     | Équipe         | Matchs | Titul. | Min./m | % Tir | % 3pts | % LF | Rbds/m. | Pass/m. | Int/m. | Ctr/m. | Pts/m. |
| ---------- | -------------- | ------ | ------ | ------ | ----- | ------ | ---- | ------- | ------- | ------ | ------ | ------ |
| 2000-2001  | Chicago        | 61     | 8      | 17,2   | 35,2  | 35,0   | 79,4 | 1,46    | 2,31    | 0,70   | 0,23   | 4,62   |
| 2001-2002  | Chicago        | 23     | 6      | 20,9   | 47,6  | 44,8   | 76,9 | 1,48    | 2,39    | 0,78   | 0,22   | 9,30   |
| 2002-2003  | Chicago        | 80     | 31     | 24,9   | 41,3  | 35,5   | 80,6 | 2,31    | 4,17    | 0,96   | 0,31   | 10,72  |
| 2003-2004  | Chicago        | 80     | 73     | 35,1   | 38,6  | 31,7   | 83,3 | 3,54    | 5,06    | 1,39   | 0,36   | 17,29  |
| 2004-2005  | New York       | 70     | 67     | 38,4   | 39,8  | 36,1   | 84,3 | 2,90    | 4,31    | 1,31   | 0,27   | 17,73  |
| 2005-2006  | New York       | 79     | 27     | 32,3   | 41,6  | 34,5   | 82,6 | 3,14    | 3,81    | 1,10   | 0,19   | 14,28  |
| 2006-2007  | New York       | 59     | 36     | 37,3   | 40,0  | 32,0   | 83,8 | 3,20    | 4,39    | 0,97   | 0,14   | 17,61  |
| 2007-2008  | New York       | 80     | 80     | 39,9   | 41,0  | 35,6   | 86,4 | 2,59    | 4,97    | 1,01   | 0,21   | 20,56  |
| 2008-2009  | New York       | 11     | 11     | 35,6   | 43,2  | 45,5   | 76,1 | 1,55    | 4,36    | 0,82   | 0,00   | 19,64  |
| 2008-2009  | Golden State   | 54     | 54     | 38,6   | 40,6  | 33,8   | 88,9 | 3,26    | 4,44    | 0,89   | 0,24   | 19,70  |
| 2009-2010  | Atlanta        | 79     | 0      | 31,1   | 44,9  | 38,2   | 85,7 | 2,54    | 3,01    | 0,77   | 0,15   | 18,04  |
| 2010-2011  | Atlanta        | 76     | 0      | 30,2   | 42,1  | 34,1   | 85,4 | 1,71    | 3,17    | 0,75   | 0,18   | 14,17  |
| 2011-2012* | Portland       | 60     | 6      | 26,9   | 38,4  | 30,8   | 92,7 | 1,97    | 3,18    | 0,92   | 0,23   | 13,95  |
| 2012-2013  | L. A. Clippers | 76     | 0      | 29,3   | 43,8  | 37,6   | 87,1 | 1,68    | 2,54    | 1,04   | 0,17   | 16,51  |
| 2013-2014  | L. A. Clippers | 69     | 24     | 30,4   | 41,6  | 36,1   | 86,6 | 2,29    | 3,23    | 0,86   | 0,17   | 18,58  |
| 2014-2015  | L. A. Clippers | 64     | 4      | 26,6   | 39,6  | 32,7   | 90,1 | 1,94    | 2,47    | 0,92   | 0,22   | 15,78  |
| 2015-2016  | L. A. Clippers | 79     | 5      | 26,9   | 40,4  | 34,0   | 90,4 | 1,84    | 2,32    | 0,66   | 0,15   | 14,18  |
| 2016-2017  | L. A. Clippers | 82     | 1      | 26,3   | 41,3  | 36,0   | 85,7 | 1,56    | 2,60    | 0,74   | 0,16   | 12,29  |
| 2017-2018  | Minnesota      | 80     | 0      | 20,7   | 41,5  | 33,1   | 90,3 | 1,24    | 2,31    | 0,50   | 0,11   | 10,28  |
| 2018-2019  | Phoenix        | 64     | 0      | 18,9   | 39,7  | 33,2   | 84,5 | 1,33    | 3,58    | 0,52   | 0,19   | 7,94   |
| Carrière   | Carrière       | 1326   | 433    | 29,4   | 41,0  | 34,8   | 86,2 | 2,22    | 3,42    | 0,89   | 0,20   | 14,64  |

Note: * Cette saison a été réduite de 82 à 66 match en raison du lock-out

Dernière modification le 11 avril 2019

### Playoffs
Les statistiques de Jamal Crawford en playoffs sont les suivantes  :
| Saison   | Équipe         | Matchs | Titul. | Min./m | % Tir | % 3pts | % LF  | Rbds/m. | Pass/m. | Int/m. | Ctr/m. | Pts/m. |
| -------- | -------------- | ------ | ------ | ------ | ----- | ------ | ----- | ------- | ------- | ------ | ------ | ------ |
| 2010     | Atlanta        | 11     | 0      | 31,9   | 36,4  | 36,0   | 84,5  | 2,73    | 2,73    | 0,82   | 0,09   | 16,27  |
| 2011     | Atlanta        | 12     | 0      | 29,8   | 39,4  | 35,0   | 82,4  | 1,33    | 2,50    | 0,75   | 0,33   | 15,42  |
| 2013     | L. A. Clippers | 6      | 0      | 26,9   | 38,7  | 27,3   | 100,0 | 2,00    | 1,67    | 0,50   | 0,17   | 10,83  |
| 2014     | L. A. Clippers | 13     | 0      | 24,0   | 39,8  | 34,2   | 88,6  | 1,46    | 2,00    | 0,92   | 0,15   | 15,54  |
| 2015     | L. A. Clippers | 14     | 0      | 27,1   | 36,0  | 24,3   | 86,7  | 2,14    | 1,93    | 0,93   | 0,21   | 12,71  |
| 2016     | L. A. Clippers | 6      | 1      | 33,2   | 37,9  | 19,0   | 88,0  | 2,17    | 2,17    | 1,67   | 0,00   | 17,33  |
| 2017     | L. A. Clippers | 7      | 0      | 27,9   | 42,2  | 24,0   | 100,0 | 1,29    | 1,86    | 0,57   | 0,14   | 12,57  |
| 2018     | Minnesota      | 5      | 0      | 24,6   | 44,7  | 41,2   | 76,9  | 2,60    | 2,40    | 1,00   | 0,00   | 11,80  |
| Carrière | Carrière       | 74     | 1      | 28,1   | 38,6  | 30,7   | 86,5  | 1,92    | 2,18    | 0,88   | 0,16   | 14,32  |

## Records sur une rencontre en NBA
Les records personnels de Jamal Crawford en NBA sont les suivants, :
| Type de statistique        | Saison régulière | Saison régulière       | Saison régulière | Playoffs | Playoffs                    | Playoffs      |
| Type de statistique        | Record           | Adversaire             | Date             | Record   | Adversaire                  | Date          |
| -------------------------- | ---------------- | ---------------------- | ---------------- | -------- | --------------------------- | ------------- |
| Points                     | 52               | Heat de Miami          | 26 janvier 2007  | 32       | @ Trail Blazers de Portland | 29 avril 2016 |
| Paniers marqués            | 20               | Heat de Miami          | 26 janvier 2007  | 10       | 2 fois                      | 2 fois        |
| Paniers tentés             | 34               | @ Raptors de Toronto   | 11 avril 2004    | 25       | @ Trail Blazers de Portland | 29 avril 2016 |
| Paniers à 3 points réussis | 8                | Heat de Miami          | 26 janvier 2007  | 5        | @ Jazz de l'Utah            | 23 avril 2017 |
| Paniers à 3 points tentés  | 16               | Raptors de Toronto     | 22 février 2008  | 10       | 2 fois                      | 2 fois        |
| Lancers francs réussis     | 17               | @ Bobcats de Charlotte | 20 décembre 2008 | 12       | @ Trail Blazers de Portland | 29 avril 2016 |
| Lancers francs tentés      | 18               | @ Bobcats de Charlotte | 20 décembre 2008 | 13       | @ Trail Blazers de Portland | 29 avril 2016 |
| Rebonds offensifs          | 4                | 4 fois                 | 4 fois           | 2        | 4 fois                      | 4 fois        |
| Rebonds défensifs          | 11               | @ Celtics de Boston    | 9 avril 2006     | 5        | 3 fois                      | 3 fois        |
| Rebonds totaux             | 11               | 2 fois                 | 2 fois           | 5        | 6 fois                      | 6 fois        |
| Passes décisives           | 14               | @ Knicks de New York   | 17 décembre 2018 | 6        | 2 fois                      | 2 fois        |
| Interceptions              | 6                | 2 fois                 | 2 fois           | 6        | Rockets de Houston          | 8 mai 2015    |
| Contres                    | 3                | @ Mavericks de Dallas  | 19 novembre 2004 | 2        | Thunder d'Oklahoma City     | 11 mai 2014   |
| Balles perdues             | 7                | 6 fois                 | 6 fois           | 6        | @ Rockets de Houston        | 4 mai 2015    |
| Minutes jouées             | 60               | Kings de Sacramento    | 14 janvier 2009  | 44       | Trail Blazers de Portland   | 27 avril 2016 |

- Double-double : 17
- Triple-double : 0

Dernière mise à jour : 15 novembre 2020

Le 26 janvier 2007, Crawford marque 52 points dans un match contre le Heat de Miami, le plus gros total de sa carrière. Il réussit à marquer 8 paniers à trois points, en dessous du record des Knicks détenu par Latrell Sprewell qui avait marqué 9 trois points en 2002.
Le 9 avril 2019, il devient le joueur le plus âgé de l'histoire de la NBA à dépasser la barre des 50 points avec 51 unités contre les Mavericks de Dallas à 39 ans et 20 jours.

## Salaires
| Année       | Équipe        | Salaire       |
| ----------- | ------------- | ------------- |
| 2000-2001   | Bulls         | 1 762 320 $   |
| 2001-2002   | Bulls         | 1 894 560 $   |
| 2002-2003   | Bulls         | 2 026 680 $   |
| 2003-2004   | Bulls         | 2 577 937 $   |
| 2004-2005   | Knicks        | 5 760 000 $   |
| 2005-2006   | Knicks        | 6 480 000 $   |
| 2006-2007   | Knicks        | 7 200 000 $   |
| 2007-2008   | Knicks        | 7 920 000 $   |
| 2008-2009   | Warriors      | 8 640 000 $   |
| 2009-2010   | Hawks         | 9 360 000 $   |
| 2010-2011   | Hawks         | 10 800 000 $  |
| 2011-2012   | Trail Blazers | 5 000 000 $   |
| 2012-2013   | Clippers      | 5 000 000 $   |
| 2013-2014   | Clippers      | 5 225 000 $   |
| 2014-2015*  | Clippers      | 5 450 000 $   |
| 2015-2016   | Clippers      | 5 675 000 $   |
| 2016-2017   | Clippers      | 13 253 012 $  |
| 2017-2018   | Hawks         | 10 942 762 $  |
| 2017-2018   | Timberwolves  | 4 328 000 $   |
| 2018-2019   | Hawks         | 2 304 226 $   |
| 2018-2019   | Suns          | 2 393 887 $   |
| 2019-2020   | Nets          | 289 803 $     |
| Total Gains | Total Gains   | 124 283 187 $ |

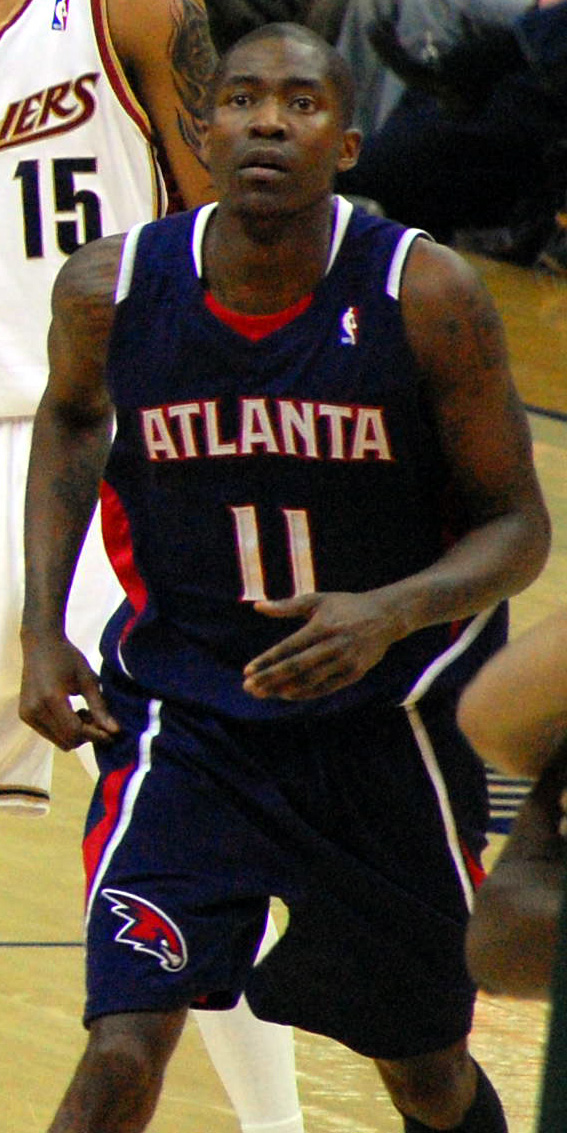
Crawford en avril 2010

Note : * Pour la saison 2014-2015, le salaire moyen d'un joueur évoluant en NBA est de 4 500 000 $.

## Sponsoring
En novembre 2013, il signe avec la marque de chaussures Brandblack. Trois ans plus tard, il ne renouvelle pas son contrat et s'engage avec Adidas.

## Pour approfondir